# Nati nel 1979/Gennaio
| Questa pagina contiene informazioni ricavate automaticamente dalle voci biografiche con l'ausilio del template Bio e di un bot. L'aggiornamento è periodico e automatico e ricostruisce completamente la pagina. Se manca una persona in questa lista, sei pregato di non aggiungerla, ma accertati piuttosto che la sua voce biografica contenga il template Bio e che i dati anagrafici siano correttamente compilati. Se il template Bio manca, inseriscilo tu stesso o, in alternativa, metti l'avviso {{tmp\|Bio}} che ne segnala la mancanza. Se i dati riportati sono sbagliati, correggi direttamente la voce biografica; le modifiche saranno visibili in questa lista entro pochi giorni. Per chiarimenti vedi il progetto biografie. La lista contiene solo le 418 persone che sono citate nell'enciclopedia e per le quali è stato implementato correttamente il template Bio. Pagina aggiornata al 2 lug 2025. |

- 1º gennaio - Francesca Amitrano, direttrice della fotografia italiana
- 1º gennaio - Anna Ammirati, attrice italiana
- 1º gennaio - Géla Babluani, regista georgiano
- 1º gennaio - Francesco Corsini, ex pallavolista italiano
- 1º gennaio - Eufrosina Cruz, attivista messicana
- 1º gennaio - Brody Dalle, cantante e chitarrista australiana
- 1º gennaio - Anders Danielsen Lie, attore norvegese
- 1º gennaio - Kōichi Dōmoto, cantautore, personaggio televisivo e attore giapponese
- 1º gennaio - Nico Evers-Swindell, attore neozelandese
- 1º gennaio - Mercedes Funes, attrice argentina
- 1º gennaio - Gisela, cantante spagnola
- 1º gennaio - Gregory Alan Isakov, cantautore e musicista statunitense
- 1º gennaio - Gift Kampamba, ex calciatore zambiano
- 1º gennaio - Adil Kaouch, ex mezzofondista marocchino
- 1º gennaio - Fadi el-Khatib, ex cestista libanese
- 1º gennaio - Elias Ntaganda, ex calciatore ruandese
- 1º gennaio - Arvīds Reķis, hockeista su ghiaccio lettone
- 1º gennaio - Bahaeldin Rihan, calciatore sudanese
- 1º gennaio - Mohamed Soliman, ex calciatore egiziano
- 1º gennaio - Mario Turdó, ex calciatore argentino
- 2 gennaio - Mustafa Abi, ex cestista turco
- 2 gennaio - Isabella Aguilar, sceneggiatrice italiana
- 2 gennaio - Alessandro Cittadini, cestista e allenatore di pallacanestro italiano
- 2 gennaio - A. J. Finn, editore e scrittore statunitense
- 2 gennaio - Erick Fornaris Álvarez, tuffatore cubano
- 2 gennaio - Jonathan Greening, ex calciatore inglese
- 2 gennaio - Paino Hehea, rugbista a 15 tongano
- 2 gennaio - Erica Hubbard, attrice, scrittrice e produttrice cinematografica statunitense
- 2 gennaio - Bekim Kapič, ex calciatore sloveno
- 2 gennaio - Allessa, cantante austriaca
- 2 gennaio - Jaŭhen Lašankoŭ, ex calciatore bielorusso
- 2 gennaio - Robert Newbery, tuffatore australiano
- 2 gennaio - Kevin Nicholls, ex calciatore inglese
- 2 gennaio - Mariana Rossi, ex hockeista su prato argentina
- 2 gennaio - Jagmeet Singh, politico canadese
- 2 gennaio - Elena Tonnini, politica sammarinese
- 3 gennaio - Don Carlisle, ex cestista e allenatore di pallacanestro statunitense
- 3 gennaio - Kate Levering, attrice e ballerina statunitense
- 3 gennaio - Yénier Márquez, ex calciatore cubano
- 3 gennaio - Cristiano Morroni, attore italiano
- 3 gennaio - Paulo Vilhena, attore e conduttore televisivo brasiliano
- 3 gennaio - Gul Panag, modella e attrice indiana
- 3 gennaio - Rafael Puente Jr., allenatore di calcio e ex calciatore messicano
- 3 gennaio - Generoso Rossi, ex calciatore italiano
- 3 gennaio - Lucas Severino, ex calciatore brasiliano
- 3 gennaio - Giovanni Strangio, mafioso italiano
- 3 gennaio - Rie Tanaka, doppiatrice e cantante giapponese
- 3 gennaio - Emiliano Tarana, dirigente sportivo, allenatore di calcio e ex calciatore italiano
- 3 gennaio - Dina Tersago, modella belga
- 3 gennaio - Koit Toome, cantante estone
- 4 gennaio - Daria Khaltourina, sociologa e antropologa russa
- 4 gennaio - Duane Atuelevao, calciatore samoano americano
- 4 gennaio - Adrián Barbón, politico e avvocato spagnolo
- 4 gennaio - Fábio Bilica, ex calciatore brasiliano
- 4 gennaio - Claudie Blakley, attrice britannica
- 4 gennaio - Julie Ditty, tennista statunitense († 2021)
- 4 gennaio - Daniel Elsner, ex tennista tedesco
- 4 gennaio - Alan Fabbri, politico italiano
- 4 gennaio - Damian Gorawski, ex calciatore polacco
- 4 gennaio - Neşat Gülünoğlu, ex calciatore tedesco
- 4 gennaio - Saud Habib, tiratore a volo kuwaitiano
- 4 gennaio - Andreas Hänni, ex hockeista su ghiaccio svizzero
- 4 gennaio - Kotomi Ishizaki, giocatrice di curling giapponese
- 4 gennaio - Kevin Kuske, bobbista e ex velocista tedesco
- 4 gennaio - Jeannie Mai, personaggio televisivo statunitense
- 4 gennaio - Danuše Nerudová, economista e politica ceca
- 4 gennaio - Neto Pereira, allenatore di calcio e ex calciatore brasiliano
- 4 gennaio - Salvatore Scamardella, ex ciclista su strada italiano
- 4 gennaio - Samantha Sloyan, attrice statunitense
- 4 gennaio - Roberto Speranza, politico italiano
- 4 gennaio - Nazzareno Tarantino, allenatore di calcio e ex calciatore italiano
- 4 gennaio - Pipat Thonkanya, ex calciatore thailandese
- 4 gennaio - Ioan Vieru, ex velocista rumeno
- 5 gennaio - Kyle Calder, ex hockeista su ghiaccio canadese
- 5 gennaio - Liesbet De Vocht, dirigente sportiva e ex ciclista su strada belga
- 5 gennaio - Andrea Garner, ex cestista statunitense
- 5 gennaio - Giuseppe Gibilisco, ex astista e bobbista italiano
- 5 gennaio - Chitose Hajime, cantante giapponese
- 5 gennaio - Håvard Klemetsen, ex combinatista nordico norvegese
- 5 gennaio - David Kopp, ex ciclista su strada tedesco
- 5 gennaio - Alberto Loddo, ex ciclista su strada italiano
- 5 gennaio - Ronnie O'Brien, ex calciatore irlandese
- 5 gennaio - Blanca Soto, attrice e modella messicana
- 5 gennaio - Inna Suslina, ex pallamanista russa
- 5 gennaio - Masami Tanaka, ex nuotatrice giapponese
- 5 gennaio - Emre Toraman, ex calciatore turco
- 5 gennaio - K'liment'i Ts'it'aishvili, ex calciatore georgiano
- 5 gennaio - Xia Xuanze, ex giocatore di badminton cinese
- 5 gennaio - Valerij Zamjatin, ex giocatore di calcio a 5 ucraino
- 6 gennaio - Cristela Alonzo, comica, attrice e produttrice cinematografica statunitense
- 6 gennaio - Souad Aït Salem, mezzofondista e maratoneta algerina
- 6 gennaio - Daniele Desiderio, pallavolista e giocatore di beach volley italiano
- 6 gennaio - Karim Ghazi, ex calciatore algerino
- 6 gennaio - Christian Gille, canoista tedesco
- 6 gennaio - Camila Grey, cantante e musicista statunitense
- 6 gennaio - Guido Guidesi, politico italiano
- 6 gennaio - Ol'ga Ivanova, ex pesista russa
- 6 gennaio - Juris Laizāns, ex calciatore lettone
- 6 gennaio - Bernard Makufi, ex calciatore zambiano
- 6 gennaio - Kenny Moreno, pallavolista colombiana
- 6 gennaio - Jarno Müller, pilota motociclistico tedesco
- 6 gennaio - Chanée, cantante danese
- 7 gennaio - Reggie Austin, attore statunitense
- 7 gennaio - Bipasha Basu, attrice e modella indiana
- 7 gennaio - Aloe Blacc, cantante e musicista statunitense
- 7 gennaio - João Paulo Bravo, allenatore di pallavolo e ex pallavolista brasiliano
- 7 gennaio - Andrea Dara, politico italiano
- 7 gennaio - Christophe Guénot, lottatore francese
- 7 gennaio - Yōko Honna, attrice, doppiatrice e cantante giapponese
- 7 gennaio - Christian Lindner, ex politico tedesco
- 7 gennaio - Jayne Ludlow, allenatrice di calcio e ex calciatrice gallese
- 7 gennaio - Marco Maggioni, politico italiano
- 7 gennaio - Marco Mordente, ex cestista italiano
- 7 gennaio - Charmian Purcell, cestista neozelandese
- 7 gennaio - Fabiola Zuluaga, ex tennista colombiana
- 8 gennaio - Shaun Berne, rugbista a 15 australiano
- 8 gennaio - John Anders Bjørkøy, ex calciatore norvegese
- 8 gennaio - David Civera, cantante spagnolo
- 8 gennaio - Simon Colosimo, ex calciatore australiano
- 8 gennaio - Przemysław Frasunkiewicz, allenatore di pallacanestro e ex cestista polacco
- 8 gennaio - Sean Hohneck, ex rugbista a 15 neozelandese
- 8 gennaio - Butch James, ex rugbista a 15 sudafricano
- 8 gennaio - D.D. Lewis, ex giocatore di football americano statunitense
- 8 gennaio - Hanna Ljungberg, ex calciatrice svedese
- 8 gennaio - Windell Middlebrooks, attore statunitense († 2015)
- 8 gennaio - Adrian Mutu, allenatore di calcio, dirigente sportivo e ex calciatore rumeno
- 8 gennaio - Paula Ortiz, regista e sceneggiatrice spagnola
- 8 gennaio - Stipe Pletikosa, ex calciatore croato
- 8 gennaio - Sarah Polley, attrice, regista e sceneggiatrice canadese
- 8 gennaio - Seo Ki-bok, ex calciatore sudcoreano
- 8 gennaio - Seol Ki-hyeon, allenatore di calcio e ex calciatore sudcoreano
- 9 gennaio - Ela Briedytė, ex cestista e allenatrice di pallacanestro lituana
- 9 gennaio - Daniele Conti, dirigente sportivo e ex calciatore italiano
- 9 gennaio - Joshua Harto, attore e produttore televisivo statunitense
- 9 gennaio - Silvio Fernández, schermidore venezuelano
- 9 gennaio - John Henderson, ex giocatore di football americano statunitense
- 9 gennaio - Nate Johnson, ex cestista statunitense
- 9 gennaio - Markus Larsson, ex sciatore alpino svedese
- 9 gennaio - Athanasios Prittas, ex calciatore greco
- 9 gennaio - Taccjana Pučak, allenatrice di tennis e ex tennista bielorussa
- 9 gennaio - Elisa Sciuto, giornalista e conduttrice televisiva italiana
- 9 gennaio - Jake Shields, artista marziale misto statunitense
- 9 gennaio - Mehmet Yozgatlı, allenatore di calcio e ex calciatore turco
- 9 gennaio - Peter Žonta, ex saltatore con gli sci sloveno
- 10 gennaio - Hans Henrik Andreasen, ex calciatore e allenatore di calcio danese
- 10 gennaio - Sho Baraka, rapper canadese
- 10 gennaio - Louise Carver, cantante, cantautrice e pianista sudafricana
- 10 gennaio - Simone Cavalli, allenatore di calcio e ex calciatore italiano
- 10 gennaio - Carmine Coppola, ex calciatore italiano
- 10 gennaio - Manuel De Toni, ex hockeista su ghiaccio italiano
- 10 gennaio - Luís Eduardo Schmidt, ex calciatore brasiliano
- 10 gennaio - İsmail Güldüren, allenatore di calcio e ex calciatore turco
- 10 gennaio - Ma'ake Kemoeatu, giocatore di football americano tongano
- 10 gennaio - Benjamin Kiptoo, ex maratoneta keniota
- 10 gennaio - Anna Lesko, cantante moldava
- 10 gennaio - José de Jesús Mendoza Magaña, ex calciatore messicano
- 10 gennaio - Renel Monpremier, ex calciatore haitiano
- 10 gennaio - Michel Morandais, ex cestista francese
- 10 gennaio - Alessandro Mori Nunes, dirigente sportivo e ex calciatore brasiliano
- 10 gennaio - Francesca Piccinini, dirigente sportiva e ex pallavolista italiana
- 10 gennaio - Henrik Tallinder, ex hockeista su ghiaccio svedese
- 10 gennaio - Aleksej Turkin, pentatleta russo
- 11 gennaio - Wyatt Allen, ex canottiere statunitense
- 11 gennaio - Matteo Bertolazzi, cestista italiano († 2013)
- 11 gennaio - Eric Hare, ex cestista messicano
- 11 gennaio - Kari Mette Johansen, ex pallamanista norvegese
- 11 gennaio - Darren Lynn Bousman, regista e sceneggiatore statunitense
- 11 gennaio - Pascal Mendy, ex calciatore senegalese
- 11 gennaio - Tressor Moreno, ex calciatore colombiano
- 11 gennaio - Terence Morris, ex cestista statunitense
- 11 gennaio - Paolo Negri, pianista italiano
- 11 gennaio - Siti Nurhaliza, cantautrice, produttrice discografica e imprenditrice malaysiana
- 11 gennaio - Francesco Sanetti, ex calciatore italiano
- 11 gennaio - Ricardo Sousa, allenatore di calcio e ex calciatore portoghese
- 12 gennaio - Jair Benítez, ex calciatore colombiano
- 12 gennaio - Fabrício Dias, pallavolista brasiliano
- 12 gennaio - Pape Seydou Diop, ex calciatore senegalese
- 12 gennaio - Fabian Ebenhoch, ex saltatore con gli sci austriaco
- 12 gennaio - John Galliquio, ex calciatore peruviano
- 12 gennaio - Marián Hossa, hockeista su ghiaccio slovacco
- 12 gennaio - Andre Hutson, ex cestista statunitense
- 12 gennaio - Andrius Jokšas, ex calciatore lituano
- 12 gennaio - Zuzana Klimešová, ex cestista ceca
- 12 gennaio - Lee Bo-young, attrice sudcoreana
- 12 gennaio - Jinkee Pacquiao, politica filippina
- 12 gennaio - Grzegorz Rasiak, ex calciatore polacco
- 12 gennaio - Jenny Schmidgall-Potter, hockeista su ghiaccio statunitense
- 12 gennaio - David Zabriskie, ex ciclista su strada statunitense
- 13 gennaio - Julien Baudet, ex calciatore e allenatore di calcio francese
- 13 gennaio - Kiesha Brown, ex cestista statunitense
- 13 gennaio - Tat'jana Djačenko, schermitrice azera
- 13 gennaio - Pietro Gandolfi, scrittore italiano
- 13 gennaio - Ivan Jerković, ex calciatore croato
- 13 gennaio - Einar Kalsæg, ex calciatore norvegese
- 13 gennaio - Óscar Navarro, ex calciatore salvadoregno
- 13 gennaio - Gorka Otxoa, attore spagnolo
- 13 gennaio - Dennis Siver, artista marziale misto tedesco
- 13 gennaio - Jill Wagner, attrice, modella e conduttrice televisiva statunitense
- 13 gennaio - Yang Wei, giocatrice di badminton cinese
- 13 gennaio - Libambani Yedibahoma, ex calciatore togolese
- 13 gennaio - Nilay Yiğit, ex cestista turca
- 13 gennaio - María de Villota, pilota automobilistica spagnola († 2013)
- 14 gennaio - Mansour Al-Thagafi, ex calciatore saudita
- 14 gennaio - Chris Albright, dirigente sportivo e ex calciatore statunitense
- 14 gennaio - Laura Bono, cantante italiana
- 14 gennaio - Giuseppina Di Blasi, ex arciera italiana
- 14 gennaio - Karen Elson, supermodella e cantante britannica
- 14 gennaio - Manolo González, allenatore di calcio spagnolo
- 14 gennaio - Sergey Kalyubin, ex calciatore kirghiso
- 14 gennaio - Angela Lindvall, supermodella e attrice statunitense
- 14 gennaio - Young Deenay, rapper tedesca
- 14 gennaio - John Reuben, rapper statunitense
- 14 gennaio - Marina Rocco, attrice italiana
- 14 gennaio - Richard Sadlier, ex calciatore irlandese
- 14 gennaio - Robert Scarlett, ex calciatore giamaicano
- 14 gennaio - James Scott, attore britannico
- 14 gennaio - Evans Soligo, allenatore di calcio e ex calciatore italiano
- 14 gennaio - Soprano, rapper francese
- 15 gennaio - Andrea Barberi, velocista italiano († 2023)
- 15 gennaio - Matteo Berbenni, ex sciatore alpino italiano
- 15 gennaio - Drew Brees, ex giocatore di football americano statunitense
- 15 gennaio - Robert Bryndza, scrittore, attore teatrale e commediografo britannico
- 15 gennaio - Ken Chu, cantante e attore taiwanese
- 15 gennaio - Agnė Čiūdarienė, ex cestista lituana
- 15 gennaio - Ariella Ferrera, attrice pornografica colombiana
- 15 gennaio - Trent Ford, attore e modello statunitense
- 15 gennaio - Jonas Ljungblad, ex ciclista su strada svedese
- 15 gennaio - Michalīs Morfīs, ex calciatore cipriota
- 15 gennaio - Michael Neumayer, ex saltatore con gli sci tedesco
- 15 gennaio - Antonio Núñez, ex calciatore spagnolo
- 15 gennaio - Damir Pekič, ex calciatore sloveno
- 15 gennaio - Bruno Pesce, ex calciatore cileno
- 15 gennaio - Martin Petrov, ex calciatore bulgaro
- 15 gennaio - Paolo Quinteros, ex cestista argentino
- 15 gennaio - Anthony Šerić, ex calciatore croato
- 15 gennaio - Gunhild Stordalen, medico e ambientalista norvegese
- 15 gennaio - Young Dro, rapper statunitense
- 16 gennaio - Marco Bazzoni, comico, attore teatrale e conduttore radiofonico italiano
- 16 gennaio - David Ekholm, ex biatleta svedese
- 16 gennaio - Annika Eklund, cantante finlandese
- 16 gennaio - Aaliyah, cantante, ballerina e attrice statunitense († 2001)
- 16 gennaio - Espen Isaksen, dirigente sportivo e ex calciatore norvegese
- 16 gennaio - Climax Lawrence, ex calciatore indiano
- 16 gennaio - Michelle Maslowski, ex cestista statunitense
- 16 gennaio - Brenden Morrow, hockeista su ghiaccio canadese
- 16 gennaio - André Signoretti, ex hockeista su ghiaccio canadese
- 16 gennaio - Giacomo Sintini, ex pallavolista italiano
- 16 gennaio - Almir Tanjič, ex calciatore sloveno
- 16 gennaio - James Thomas, ex calciatore gallese
- 16 gennaio - Pascale Vignaux, schermitrice francese
- 17 gennaio - Ricardo Cabanas, dirigente sportivo, ex calciatore e allenatore di calcio svizzero
- 17 gennaio - Stefano Carozzo, ex schermidore italiano
- 17 gennaio - Marco Carvalho, ex cestista uruguaiano
- 17 gennaio - Paolo De Santis, doppiatore e direttore del doppiaggio italiano
- 17 gennaio - Narongsak Khongkaew, giocatore di calcio a 5 thailandese
- 17 gennaio - Andrew Kwiatkowski, ex cestista canadese
- 17 gennaio - Stefano Lavarini, allenatore di pallavolo italiano
- 17 gennaio - Oleh Lisohor, ex nuotatore ucraino
- 17 gennaio - Marlon Martínez, ex cestista dominicano
- 17 gennaio - Takafumi Nishitani, ex pattinatore di short track giapponese
- 17 gennaio - Omega, cantautore dominicano
- 17 gennaio - Ol'ha Poljakova, cantante e personaggio televisivo ucraina
- 17 gennaio - Francesco Pratali, ex calciatore italiano
- 17 gennaio - Micaela Ramazzotti, attrice italiana
- 17 gennaio - Samantha Reeves, ex tennista statunitense
- 17 gennaio - Asbjørn Sennels, calciatore danese († 2023)
- 17 gennaio - Chase Stevens, wrestler statunitense
- 17 gennaio - Masae Ueno, judoka giapponese
- 18 gennaio - Els Ampe, politica belga
- 18 gennaio - Jay Chou, cantante e attore taiwanese
- 18 gennaio - William Collum, arbitro di calcio scozzese
- 18 gennaio - David D'Antoni, allenatore di calcio e ex calciatore italiano
- 18 gennaio - Ruslan Fedotenko, hockeista su ghiaccio ucraino
- 18 gennaio - Paulo Ferreira, allenatore di calcio, dirigente sportivo e ex calciatore portoghese
- 18 gennaio - Brian Gionta, hockeista su ghiaccio statunitense
- 18 gennaio - Anastasija Grebënkina, ex danzatrice su ghiaccio russa
- 18 gennaio - Bill May, nuotatore artistico statunitense
- 18 gennaio - Giacomo Mazzi, ex calciatore italiano
- 18 gennaio - Marcela Paoletta, ex cestista argentina
- 18 gennaio - Elçin Rəhmanov, ex calciatore azero
- 18 gennaio - Nicola Santoni, allenatore di calcio e ex calciatore italiano
- 18 gennaio - Roberta Metsola, politica maltese
- 18 gennaio - Andreas Tegström, allenatore di calcio e ex calciatore svedese
- 18 gennaio - Leo Varadkar, politico irlandese
- 19 gennaio - Svetlana Chorkina, ex ginnasta russa
- 19 gennaio - Wiley, produttore discografico e rapper britannico
- 19 gennaio - Kurt Engl, ex sciatore alpino austriaco
- 19 gennaio - Davide Galantino, politico e paracadutista italiano
- 19 gennaio - Christophe Perrillat-Collomb, ex fondista francese
- 19 gennaio - Josu Sarriegi, ex calciatore spagnolo
- 19 gennaio - Sun Yingjie, ex mezzofondista cinese
- 20 gennaio - Hamza Alić, pesista bosniaco
- 20 gennaio - Emiliano Bonazzoli, allenatore di calcio e ex calciatore italiano
- 20 gennaio - Rob Bourdon, batterista statunitense
- 20 gennaio - Choo Ja-hyun, attrice sudcoreana
- 20 gennaio - Fatih Koyunoğlu, attore turco
- 20 gennaio - Shang Yi, ex calciatore cinese
- 20 gennaio - Jérôme Thomas, ex pugile francese
- 20 gennaio - Will Young, cantante e attore britannico
- 20 gennaio - Víctor Zapata, ex calciatore argentino
- 21 gennaio - Georges Ba, ex calciatore ivoriano
- 21 gennaio - Quinton Jacobs, ex calciatore namibiano
- 21 gennaio - Meherban Karim, alpinista pakistano († 2008)
- 21 gennaio - Morten Larsen, ex calciatore danese
- 21 gennaio - Silvia Mazzoni, ex cestista italiana
- 21 gennaio - Melendi, cantante spagnolo
- 21 gennaio - Élodie Navarre, attrice, doppiatrice e regista francese
- 21 gennaio - Brian O'Driscoll, ex rugbista a 15 irlandese
- 21 gennaio - Angelko Panov, ex calciatore macedone
- 21 gennaio - Sebastian Schindzielorz, ex calciatore tedesco
- 21 gennaio - Scott Tanner, attore pornografico statunitense
- 21 gennaio - Arda Vekiloğlu, ex cestista e allenatore di pallacanestro turco
- 22 gennaio - Rikard Andreasson, ex fondista svedese
- 22 gennaio - Christian Araboni, ex calciatore italiano
- 22 gennaio - Tanja Gutmann, attrice, modella e conduttrice televisiva svizzera
- 22 gennaio - Judit Kajdácsi, ex cestista ungherese
- 22 gennaio - Svein Oddvar Moen, arbitro di calcio norvegese
- 22 gennaio - Katja Munck, ex cestista tedesca
- 22 gennaio - Matteo Pelliciari, ex nuotatore italiano
- 22 gennaio - Cássio de Souza Soares, ex calciatore brasiliano
- 22 gennaio - Viliame Toma, ex calciatore figiano
- 22 gennaio - Rangsan Viwatchaichok, allenatore di calcio e ex calciatore thailandese
- 22 gennaio - Melanie Winiger, modella e attrice svizzera
- 23 gennaio - Saleh Al-Saqri, ex calciatore saudita
- 23 gennaio - Kevin Braswell, cestista e allenatore di pallacanestro statunitense († 2025)
- 23 gennaio - Marko Đurđević, pittore, illustratore e fumettista serbo
- 23 gennaio - Scott Hannan, ex hockeista su ghiaccio canadese
- 23 gennaio - Larry Hughes, ex cestista statunitense
- 23 gennaio - Mikuláš Konopka, ex pesista slovacco
- 23 gennaio - Ken Lucas, ex giocatore di football americano statunitense
- 23 gennaio - Luca Matteassi, dirigente sportivo e ex calciatore italiano
- 23 gennaio - Benjamín Noval, ex ciclista su strada spagnolo
- 23 gennaio - Dalibor Šilić, ex calciatore bosniaco
- 23 gennaio - Kozo Yuki, ex calciatore giapponese
- 24 gennaio - Tatyana Ali, attrice e cantante statunitense
- 24 gennaio - Gregory Berríos, pallavolista portoricano
- 24 gennaio - Kyle Brandt, attore, produttore televisivo e conduttore televisivo statunitense
- 24 gennaio - Ertan Demiri, ex calciatore macedone
- 24 gennaio - Leandro Desábato, allenatore di calcio e ex calciatore argentino
- 24 gennaio - Patrick Graham, allenatore di football americano statunitense
- 24 gennaio - Ivan Javorčić, allenatore di calcio e ex calciatore croato
- 24 gennaio - Kim Sujun, goista sudcoreano
- 24 gennaio - Diego Martín Galindo, cantante spagnolo
- 24 gennaio - Giuliano Sangiorgi, cantautore e polistrumentista italiano
- 24 gennaio - Saverio Tommasi, giornalista italiano
- 24 gennaio - Nik Wallenda, artista statunitense
- 25 gennaio - Jordan Bozov, ex cestista bulgaro
- 25 gennaio - Zoe Britton, ex attrice pornografica, modella e attrice statunitense
- 25 gennaio - Bianca Castanho, attrice brasiliana
- 25 gennaio - Sheila Cherfilus-McCormick, politica statunitense
- 25 gennaio - Roberto Fernández Alvarellos, ex calciatore spagnolo
- 25 gennaio - Naike Gruppioni, politica italiana
- 25 gennaio - Christine Lakin, attrice statunitense
- 25 gennaio - Dani Mallo, ex calciatore spagnolo
- 25 gennaio - Edward McCallion, ex calciatore nordirlandese
- 25 gennaio - Pi Hongyan, ex giocatrice di badminton cinese
- 25 gennaio - Dmytro Semočko, ex calciatore ucraino
- 26 gennaio - Girdon Connor, ex calciatore anguillano
- 26 gennaio - Artem Datsyshyn, ballerino ucraino († 2022)
- 26 gennaio - Edward Hogg, attore britannico
- 26 gennaio - Maksym Kalynyčenko, ex calciatore ucraino
- 26 gennaio - Orie Kimoto, doppiatrice giapponese
- 26 gennaio - Erik Lincar, allenatore di calcio e ex calciatore romeno
- 26 gennaio - Sander Loones, politico belga
- 26 gennaio - Edgar Martínez, allenatore di calcio e ex calciatore uruguaiano
- 26 gennaio - Cătălin Munteanu, allenatore di calcio e ex calciatore rumeno
- 26 gennaio - Sara Rue, attrice statunitense
- 27 gennaio - Lonny Baxter, ex cestista statunitense
- 27 gennaio - Karina Bryant, judoka britannica
- 27 gennaio - Stefano Fanucci, ex calciatore italiano
- 27 gennaio - Kimiko Koyama, doppiatrice giapponese
- 27 gennaio - Loris Manià, ex pallavolista italiano
- 27 gennaio - Inga Medvedeva, ex sciatrice alpina russa
- 27 gennaio - Naoshi Nakamura, ex calciatore giapponese
- 27 gennaio - Cyprien Richard, ex sciatore alpino francese
- 27 gennaio - Ryu Tong-song, ex calciatore nordcoreano
- 27 gennaio - Barbara Schwartz, ex tennista austriaca
- 27 gennaio - Johnny Vazquez, ballerino messicano
- 27 gennaio - Cornelius van Zyl, ex rugbista a 15 e allenatore di rugby a 15 sudafricano
- 28 gennaio - Ali Boulala, skater svedese
- 28 gennaio - Melvin Brown, ex calciatore messicano
- 28 gennaio - Branislav Krunić, allenatore di calcio e ex calciatore bosniaco
- 28 gennaio - Máximo Lucas, ex calciatore uruguaiano
- 28 gennaio - Samantha Schmütz, attrice, umorista e imitatrice brasiliana
- 28 gennaio - Jeff Whitley, ex calciatore zambiano
- 29 gennaio - Cilvaringz, rapper e produttore discografico olandese
- 29 gennaio - Francesco D'Macho, attore pornografico italiano
- 29 gennaio - Aaron Egbele, velocista nigeriano
- 29 gennaio - Christina Koch, astronauta statunitense
- 29 gennaio - Emilio Insolera, attore, produttore cinematografico e sceneggiatore italiano
- 29 gennaio - Andrew Keegan, attore statunitense
- 29 gennaio - Vinzenz Kiefer, attore tedesco
- 29 gennaio - Matej Mavrič, ex calciatore sloveno
- 29 gennaio - Eduardo Mingas, ex cestista angolano
- 29 gennaio - Ken Ring, rapper svedese
- 29 gennaio - Tamara Stocks, ex cestista statunitense
- 29 gennaio - Sui Feifei, ex cestista cinese
- 30 gennaio - Valentina Aragonese, ex cestista cilena
- 30 gennaio - Giulio Centemero, politico italiano
- 30 gennaio - Otmane El Assas, ex calciatore marocchino
- 30 gennaio - Tomáš Fenyk, ex calciatore ceco
- 30 gennaio - Hugo Miranda, schermidore portoghese
- 30 gennaio - Paulla, cantante polacca
- 30 gennaio - Luis Amaranto Perea, allenatore di calcio e ex calciatore colombiano
- 30 gennaio - Marco Quadrini, dirigente sportivo, allenatore di calcio e ex calciatore italiano
- 30 gennaio - Raphael Schäfer, ex calciatore tedesco
- 30 gennaio - Davide Simoncelli, allenatore di sci alpino e ex sciatore alpino italiano
- 31 gennaio - Brahim Asloum, pugile francese
- 31 gennaio - Claudia Gattini, ex cestista italiana
- 31 gennaio - Julio Mázzaro, ex cestista argentino
- 31 gennaio - Robert Saleh, allenatore di football americano statunitense
- 31 gennaio - Emmett Scanlan, attore irlandese
- 31 gennaio - Georgia Schweitzer, ex cestista e allenatrice di pallacanestro statunitense
- 31 gennaio - Melanie Stansbury, politica statunitense
- 31 gennaio - Felix Sturm, pugile tedesco
- 31 gennaio - Daniel Tammet, scrittore britannico
- 31 gennaio - Josh Wald, modello statunitense
- 31 gennaio - Jenny Wolf, ex pattinatrice di velocità su ghiaccio tedesca